# Süper Lig (2019/2020)
Süper Lig 2019/2020 (oficjalnie znana jako Spor Toto Süper Lig ze względów sponsorskich) była 62. edycją najwyższej klasy rozgrywkowej piłki nożnej w Turcji.
Brało w niej udział 18 drużyn, które w okresie od 10 sierpnia 2019 do 26 lipca 2020 rozegrały 34 kolejek meczów.
Sezon został nazwany Süper Lig Cemil Usta Season na cześć Cemila Usty, byłego zawodnika reprezentacji Turcji i legendy Trabzonspor.
Ze względu na pandemię COVID-19 sezon został przerwany 19 marca 2020.
Wznowienie rozgrywek nastąpiło dopiero 12 czerwca 2020.
29 lipca 2020 postanowiono zrezygnować ze spadków i zagrać w przyszłym sezonie w 21 zespołowej lidze.
Obrońcą tytułu był Galatasaray SK.
Mistrzostwo po raz pierwszy w historii zdobyła drużyna Başakşehiru.

## Drużyny
| Uczestnicy poprzedniej edycji                                                                                 | Uczestnicy poprzedniej edycji | Uczestnicy poprzedniej edycji | Uczestnicy poprzedniej edycji |
| --- | ----------------------------- | ----------------------------- | ----------------------------- |
| GAL | Galatasaray SK                | 1                             |                               |
| BAŞ | İstanbul Başakşehir           | 2                             |                               |
| BES | Beşiktaş JK                   | 3                             |                               |
| TRA | Trabzonspor                   | 4                             |                               |
| YMS | Yeni Malatyaspor              | 5                             |                               |
| FEN | Fenerbahçe SK                 | 6                             |                               |
| ANT | Antalyaspor                   | 7                             |                               |
| KON | Konyaspor                     | 8                             |                               |
| ALA | Alanyaspor                    | 9                             |                               |
| KAY | Kayserispor                   | 10                            |                               |
| ÇAY | Çaykur Rizespor               | 11                            |                               |
| SIV | Sivasspor                     | 12                            |                               |
| MKE | MKE Ankaragücü                | 13                            |                               |
| KAS | Kasımpaşa SK                  | 14                            |                               |
| GÖZ | Göztepe                       | 15                            |                               |
| Awans z 1. Lig                                                                                                |                               |                               |                               |
| DEN | Denizlispor                   | 1                             |                               |
| GEN | Gençlerbirliği SK             | 2                             |                               |
| po barażach                                                                                                   |                               |                               |                               |
| GAZ | Gazişehir Gaziantep           | 5                             |                               |
| Oznaczenia: - kolumna pierwsza – skróty nazw drużyn, - kolumna trzecia – miejsce zajęte w poprzednim sezonie. |                               |                               |                               |

## Tabela
| Lp. | Drużyna          | M  | Z  | R  | P  | B+ | B- | +/– | Pkt | Kwalifikacja lub spadek                      |
| --- | ---------------- | -- | -- | -- | -- | -- | -- | --- | --- | -------------------------------------------- |
| 1   | Başakşehir (M)   | 34 | 20 | 9  | 5  | 65 | 34 | +31 | 69  | Liga Mistrzów UEFA • Faza grupowa            |
| 2   | Trabzonspor (P)  | 34 | 18 | 11 | 5  | 76 | 42 | +34 | 65  | [ i ]                                        |
| 3   | Beşiktaş         | 34 | 19 | 5  | 10 | 59 | 40 | +19 | 62  | Liga Mistrzów UEFA • II runda kwalifikacyjna |
| 4   | Sivasspor        | 34 | 17 | 9  | 8  | 55 | 38 | +17 | 60  | Liga Europy UEFA • Faza grupowa              |
| 5   | Alanyaspor       | 34 | 16 | 9  | 9  | 61 | 37 | +24 | 57  | Liga Europy UEFA • III runda kwalifikacyjna  |
| 6   | Galatasaray      | 34 | 15 | 11 | 8  | 55 | 37 | +18 | 56  | Liga Europy UEFA • II runda kwalifikacyjna   |
| 7   | Fenerbahçe       | 34 | 15 | 8  | 11 | 58 | 46 | +12 | 53  |                                              |
| 8   | Gaziantep        | 34 | 11 | 13 | 10 | 49 | 50 | −1  | 46  |                                              |
| 9   | Antalyaspor      | 34 | 11 | 12 | 11 | 41 | 52 | −11 | 45  |                                              |
| 10  | Kasımpaşa        | 34 | 12 | 7  | 15 | 53 | 58 | −5  | 43  |                                              |
| 11  | Göztepe          | 34 | 11 | 9  | 14 | 44 | 49 | −5  | 42  |                                              |
| 12  | Gençlerbirliği   | 34 | 9  | 9  | 16 | 39 | 56 | −17 | 36  |                                              |
| 13  | Konyaspor        | 34 | 8  | 12 | 14 | 36 | 52 | −16 | 36  |                                              |
| 14  | Denizlispor      | 34 | 9  | 8  | 17 | 31 | 48 | −17 | 35  |                                              |
| 15  | Çaykur Rizespor  | 34 | 10 | 5  | 19 | 38 | 57 | −19 | 35  |                                              |
| 16  | Yeni Malatyaspor | 34 | 8  | 8  | 18 | 44 | 51 | −7  | 32  |                                              |
| 17  | Kayserispor      | 34 | 8  | 8  | 18 | 40 | 72 | −32 | 32  |                                              |
| 18  | Ankaragücü       | 34 | 7  | 11 | 16 | 31 | 56 | −25 | 32  |                                              |

1. ↑  Trabzonspor otrzymał zakaz występu na jeden sezon we wszystkich klubowych rozgrywkach UEFA w sezonie 2020/2021 lub 2021/2022 przez Izbę Orzekającą UEFA CFCB w dniu 3 czerwca 2020 r. z powodu naruszenia Finansowego Fair Play UEFA[7].
2. ↑  W październiku 2019 nazwa klubu Gazişehir Gaziantep została zmieniona na Gaziantep Futbol Kulübü[8].

## Wyniki
| Gospodarz \ Gość | ALA | AGÜ | ANT | BJK | ÇYR | DEN | FNB | GAL | GFK | GEN | GÖZ | İBF | KAS | KAY | KON | SİV | TRA | YMS |
| ---------------- | --- | --- | --- | --- | --- | --- | --- | --- | --- | --- | --- | --- | --- | --- | --- | --- | --- | --- |
| Alanyaspor       |     | 5–0 | 0–0 | 1–2 | 5–2 | 1–0 | 3–1 | 4–1 | 1–0 | 0–1 | 0–1 | 0–0 | 4–1 | 5–1 | 2–1 | 1–1 | 2–2 | 2–1 |
| Ankaragücü       | 1–4 |     | 0–1 | 0–0 | 2–1 | 2–2 | 2–1 | 1–0 | 1–2 | 2–1 | 1–3 | 1–2 | 1–1 | 1–1 | 0–1 | 0–3 | 0–3 | 0–4 |
| Antalyaspor      | 1–0 | 2–2 |     | 1–2 | 3–1 | 0–2 | 2–2 | 2–2 | 1–1 | 0–6 | 0–3 | 0–2 | 3–1 | 2–2 | 0–0 | 1–0 | 1–3 | 3–0 |
| Beşiktaş         | 2–0 | 2–1 | 1–2 |     | 1–1 | 1–0 | 2–0 | 1–0 | 3–0 | 4–1 | 3–0 | 1–1 | 3–2 | 4–1 | 3–0 | 1–2 | 2–2 | 0–2 |
| Çaykur Rizespor  | 1–1 | 2–0 | 1–0 | 1–2 |     | 2–2 | 1–2 | 2–0 | 1–2 | 2–0 | 0–0 | 1–2 | 0–3 | 3–2 | 3–1 | 2–1 | 1–2 | 3–0 |
| Denizlispor      | 1–5 | 0–1 | 0–3 | 1–5 | 2–0 |     | 1–2 | 2–0 | 0–1 | 1–0 | 1–1 | 1–1 | 0–1 | 0–1 | 0–1 | 0–2 | 2–1 | 2–0 |
| Fenerbahçe       | 1–1 | 2–1 | 0–1 | 3–1 | 3–1 | 2–2 |     | 1–3 | 5–0 | 5–2 | 2–1 | 2–0 | 3–2 | 2–1 | 5–1 | 1–2 | 1–1 | 3–2 |
| Galatasaray      | 1–0 | 2–2 | 5–0 | 0–0 | 2–0 | 2–1 | 0–0 |     | 3–3 | 3–0 | 3–1 | 0–1 | 1–0 | 4–1 | 1–1 | 3–2 | 1–3 | 1–0 |
| Gaziantep        | 1–1 | 1–1 | 1–1 | 3–2 | 2–0 | 1–2 | 0–2 | 0–2 |     | 4–1 | 1–1 | 1–2 | 2–2 | 3–0 | 3–1 | 5–1 | 1–1 | 1–1 |
| Gençlerbirliği   | 1–1 | 1–0 | 1–1 | 0–3 | 0–1 | 0–2 | 1–1 | 0–0 | 1–0 |     | 3–1 | 1–2 | 0–2 | 2–1 | 2–1 | 2–2 | 0–2 | 3–3 |
| Göztepe          | 3–3 | 2–2 | 0–1 | 2–1 | 2–0 | 0–0 | 2–2 | 2–1 | 1–1 | 1–3 |     | 0–3 | 1–4 | 4–0 | 1–0 | 3–1 | 1–3 | 1–1 |
| Başakşehir       | 2–0 | 2–1 | 2–0 | 1–0 | 5–0 | 2–0 | 1–2 | 1–1 | 3–1 | 3–1 | 2–1 |     | 5–1 | 1–0 | 1–1 | 1–1 | 2–2 | 4–1 |
| Kasımpaşa        | 1–2 | 0–1 | 3–0 | 2–3 | 2–0 | 2–0 | 2–0 | 0–3 | 3–4 | 1–2 | 2–0 | 3–2 |     | 5–1 | 1–4 | 0–0 | 1–1 | 2–2 |
| Kayserispor      | 0–1 | 1–1 | 2–2 | 3–1 | 1–0 | 1–1 | 1–0 | 2–3 | 1–1 | 2–0 | 1–0 | 1–4 | 1–1 |     | 2–2 | 1–4 | 1–2 | 2–1 |
| Konyaspor        | 2–3 | 0–0 | 2–2 | 0–1 | 1–0 | 0–0 | 1–0 | 0–3 | 0–0 | 1–1 | 1–3 | 4–3 | 0–0 | 2–1 |     | 2–2 | 0–1 | 0–2 |
| Sivasspor        | 1–0 | 3–1 | 2–1 | 3–0 | 1–1 | 1–0 | 3–1 | 2–2 | 1–1 | 2–0 | 1–0 | 1–1 | 2–0 | 0–2 | 2–0 |     | 2–1 | 0–1 |
| Trabzonspor      | 1–0 | 1–1 | 2–2 | 4–1 | 5–2 | 1–2 | 2–1 | 1–1 | 4–1 | 2–2 | 0–1 | 1–1 | 6–0 | 6–2 | 3–4 | 2–1 |     | 2–1 |
| Yeni Malatyaspor | 2–3 | 0–1 | 1–2 | 0–1 | 0–2 | 5–1 | 0–0 | 1–1 | 0–1 | 0–0 | 2–1 | 3–0 | 1–2 | 4–0 | 1–1 | 1–3 | 1–3 |     |

## Najlepsi strzelcy
| Bramki | Strzelcy           | Drużyna                        |
| ------ | ------------------ | ------------------------------ |
| 24     | Alexander Sørloth  | Trabzonspor                    |
| 22     | Papiss Cissé       | Alanyaspor                     |
| 17     | Adis Jahowiḱ       | Yeni Malatyaspor / Antalyaspor |
| 15     | Vedat Muriqi       | Fenerbahçe                     |
| 14     | Bogdan Stancu      | Gençlerbirliği                 |
| 13     | Demba Ba           | Başakşehir                     |
| 13     | Edin Višća         | Başakşehir                     |
| 13     | Mustapha Yatabaré  | Sivasspor                      |
| 13     | Burak Yılmaz       | Beşiktaş                       |
| 12     | Bengali-Fodé Koita | Kasımpaşa                      |

Źródło: 

## Stadiony
| Alanyaspor                   |
| ---------------------------- |
| Bahçeşehir Okulları Stadyumu |
| 10 128                       |
|                              |

| Antalyaspor      |
| ---------------- |
| Antalya Stadyumu |
| 32 539           |
|                  |

| Ankaragücü       |
| ---------------- |
| Eryaman Stadyumu |
| 19 209           |
|                  |

| Beşiktaş      |
| ------------- |
| Vodafone Park |
| 41 903        |
|               |

| Çaykur Rizespor     |
| ------------------- |
| Stadion Çaykur Didi |
| 15 332              |
|                     |

| Denizlispor              |
| ------------------------ |
| Denizli Atatürk Stadyumu |
| 18 745                   |
|                          |

| Fenerbahçe                 |
| -------------------------- |
| Fenerbahçe Şükrü Saracoğlu |
| 47 834                     |
|                            |

| Galatasaray        |
| ------------------ |
| Türk Telekom Arena |
| 52 223             |
|                    |

| Göztepe                        | Göztepe               |
| ------------------------------ | --------------------- |
| Bornova Aziz Kocaoğlu Stadyumu | Gürsel Aksel Stadyumu |
| 12 500                         | 25 035                |
|                                |                       |

| Gaziantep          |
| ------------------ |
| Gaziantep Stadyumu |
| 33 502             |
|                    |

| Gençlerbirliği SK |
| ----------------- |
| Eryaman Stadyumu  |
| 19 209            |
|                   |

| Başakşehir                      |
| ------------------------------- |
| Başakşehir Fatih Terim Stadyumu |
| 17 319                          |
|                                 |

| Kasımpaşa                     |
| ----------------------------- |
| Recep Tayyip Erdoğan Stadyumu |
| 14 234                        |
|                               |

| Kayserispor       |
| ----------------- |
| Kadir Has Stadium |
| 32 864            |
|                   |

| Konyaspor                 |
| ------------------------- |
| Konya Büyükşehir Stadyumu |
| 42 000                    |
|                           |

| Sivasspor   |
| ----------- |
| Sivas Arena |
| 27 532      |
|             |

| Trabzonspor           |
| --------------------- |
| Medical Park Stadyumu |
| 41 461                |
|                       |

| Yeni Malatyaspor      |
| --------------------- |
| Yeni Malatya Stadyumu |
| 27 044                |
|                       |